# Таня Гроттер
«Таня Гроттер» — цикл романов в стиле фэнтези, написанный российским писателем Дмитрием Емцем с 2002 по 2012 год и повествующий о приключениях девочки-волшебницы Тани Гроттер и её друзей.
Серия имела сравнительно большой коммерческий успех в России и, по словам представителя издательства «Эксмо», которое её издавало, первая книга быстро разошлась тиражом в 100 тысяч экземпляров.
Насчитывает 14 книг и к 2024 году выдержала восемь переизданий.
Действие следующего фэнтези-цикла Емца, «Мефодий Буслаев», частично перекликается с «Таней Гроттер», происходя в том же сеттинге.
Хотя сам Дмитрий Емец утверждал, что изначально писал «Таню Гроттер» как пародию на серию романов «Гарри Поттер» Джоан Роулинг, менеджеры последней подали на него в голландский (так как первое иноязычное издание вышло в Нидерландах) суд по обвинению в плагиате. Процесс завершился победой Роулинг, в результате чего за пределами РФ была издана только первая книга цикла.

## Сюжет
Главной героиней является девочка Таня Гроттер, чьи родители погибли от рук злой колдуньи Чумы-дель-Торт. Саму же Таню убить не удалось, так как она была защищена Талисманом четырёх стихий.
Директор магической школы Тибидохс, академик Сарданапал Черноморов, оставил Таню в футляре от контрабаса перед дверью единственных родственников девочки — семьи депутата Дурнева. У них Таня провела своё детство, постоянно терпя насмешки и издевательства со стороны Дурневых, их дочери Пипы (сокращенно от «Пенелопа») и её одноклассников.
Из-за выявленных магических способностей Тани девочку забрали в Тибидохс, который и стал её домом. Здесь Таня пережила множество приключений и нашла новых друзей.

## Выпущенные книги

### Таня Гроттер и магический контрабас (сентябрь 2002)
Сарданапал Черноморов, директор школы волшебства Тибидохс, и его коллега Медузия оставляют Таню Гроттер (дочь погибших светлых магов Леопольда и Софьи) перед дверью её единственных родственников в футляре от контрабаса. Через десять лет Таня, которая за это время многое перетерпела от дяди Германа, тёти Нинели и их дочери Пипы, внезапно сталкивается с несколькими случаями магии в своей жизни. Всё это заканчивается тем, что за ней прилетает мальчик по имени Баб-Ягун и забирает её учиться в Тибидохс. Он становится её другом напару с другим мальчишкой — Ванькой Валялкиным. В огромном замке, где много запутанных ходов, удивительных вещей и разнообразных привидений, начинается её учёба, а затем её ко всему прочему включают в команду по драконболу. Девочка тренируется на фамильном контрабасе, испокон веков принадлежавшем её семье, который появился у неё ещё у Дурневых посредством волшебства. Несмотря на своё нежданное счастье, Таня смутно догадывается, что она находится в центре какой-то нехорошей истории, и с ней обязательно должно что-то случиться. Узнав, что о ней говорилось в предсказании многолетней давности, она читает его и убеждается в правильности своих предположений. Со временем предсказание начинает сбываться, и Таня с Ягуном и Ванькой тайком от всех начинают расследование. Когда же предсказание доходит до своей самой опасной части, Таня, волей обстоятельств лишённая помощи друзей, сталкивается с Чумой-дель-Торт — злой древней старухой, погубившей её родителей. Та пытается отнять у неё Талисман Четырёх Стихий, хотя Таня отрицает, что он у неё есть, и тут оказывается, что им всё это время была родинка на носу у Тани. Чудом ей удаётся победить тёмную волшебницу, и, когда она приходит в себя, то узнаёт, что, хоть пророчество и свершилось, всё закончилось хорошо.

### Таня Гроттер и Исчезающий Этаж (2002)
После схватки Тани с Чумой-дель-Торт, Тибидохс основательно пострадал, и ученикам негде жить. Их решено отправить по домам, и Таня — не исключение. Однако ей приходится взять с собой двух привидений — поручика Ржевского и Недолеченную Даму, — а также Черные Шторы, умеющих подсматривать чужие сны. На Новый год Таня прогоняет Короля Привидений, собиравшегося съесть Даму, и получает от него намёк на грозящую ей опасность. Вскоре ученикам позволяют возвратиться в Тибидохс, не дождавшись его полного восстановления. В эти дни по всей школе разносится слух о странном Исчезающем этаже — этаже, который появляется и исчезает неизвестно куда, унося с собой всех, кто там находится. В то же время среди учеников или преподавателей кто-то начинает служить и помогать вернувшейся Чуме-дель-Торт. Тане необходимо выяснить, кто это, и в очередной раз спасти волшебный мир от злой колдуньи.

### Таня Гроттер и Золотая Пиявка (2003)
Таня узнаёт о пророчестве, произнесенном великим волшебником Древниром: когда в её контрабасе порвётся веревка семнадцати висельников, в Тибидохсе воцарится хаос, и всем будет править истинное зло. Проблема в том, что в пророчестве стёрлись некоторые слова, и невозможно узнать подробности. Девочка пытается не вспоминать об этом и полностью погружается в школьную жизнь. Другие события, а именно перевод Ягуна на темное отделение и лишение его возможности комментировать драконбольные матчи и попытка профессора Клоппа подсидеть Сарданапала, чтобы занять кресло главы Тибидохса, затмевают пророчество, но во время матча по драконоболу с командой невидимок оно сбывается — в контрабасе лопается веревка семнадцати висельников. Это переворачивает всё вверх дном: Чума-дель-Торт становится директором школы, Таня — её любимой ученицей, белое отделение учеников переименовывается в очень темное отделение, а Сарданапал томится в тюрьме за убийство родителей Тани. Она должна всё исправить, и единственный способ сделать это — раздавить Золотую пиявку, которая находится в огромной печи, куда со стороны Буяна ведет узкий подземный ход...

### Таня Гроттер и трон Древнира (2003)
В Тибидохсе готова разразиться настоящая трагедия: магия исчезает неизвестно куда. Магические предметы, дарующие волшебникам возможность колдовать — балдахин, котёл и кресло-качалка Древнира — украдены. В то время, как ученики вынуждены использовать магию в ограниченных количествах, учителя пытаются найти трон Древнира. По легенде, волшебства трона хватит на тысячу лет, но никто не знает, существует ли он на самом деле и где его искать. Вдобавок случается несколько событий разом: появляется новый учитель Фудзий, профессор Клопп превращается в ребёнка, а Спящий Красавец, который был найден в пещере на берегу, ходит по ночам по всему Тибидохсу и словно что-то ищет. Таня и её друзья вновь начинают разгадывать загадки, что приводит к неожиданному финалу, в котором влюбленный в Зубодериху Готфрид одерживает победу над Фудзием, кроме неё заманившим в ловушку Таню и Сарданапала.

### Таня Гроттер и посох волхвов (2003)
Между Потусторонним Миром и миром магов существует строгий закон равновесия. Ничто не может перейти из мира в мир, не нарушив хрупкого баланса сил. Но вот веками оберегаемое равновесие нарушено: из Потустороннего Мира похищают нечто исключительно ценное — магический посох древних богов. Одновременно по Таниной неосторожности в зеркале поселяется сильный дух, который открывает проход между мирами. Три могучих древних бога — Перун, Велес и Триглав — и хранитель мирового древа Симорг требуют вернуть украденное, грозя уничтожить Буян и с ним вместе весь магический мир. В Тибидохсе собирается совет преподавателей, по решению которого Таню переводят на темное отделение за её неосторожность. Ну а настырный Гурий Пуппер по-прежнему делает все, чтобы завоевать её любовь. Он сотнями посылает купидончиков и даже переходит в сборную Тибидохса по драконболу, но только на один день. В этот день должен состояться драконбольный матч между сборной командой Тибидохса и командой полярных духов. Таня оказывается в числе запасных игроков. Команда Тибидохса проигрывает, но оказывается, что в команде у полярных духов 11 игроков, и Тане позволяют выйти на поле. После матча, закончившегося победой Тибидохса, Таня вместе с Гурием, который неожиданно сбежал из магпункта ненадолго отправляется к лопухоидам, чтобы вместе с Дурневыми встретить Новый год. Именно в это время в дом Дурневых проникают верховный судья Трансильвании Малюта Скуратофф и его помощник Бум, которые пытаются убить Симорга.

### Таня Гроттер и молот Перуна (2003)
Кто-то ночь за ночью нарушает магическую защиту Буяна, выбивая на непроницаемом куполе загадочные символы. Одновременно с этим Гробыня лишается магии и вынуждена вернуться к лопухоидам, Гуня Гломов теряет силу, Катя Лоткова — красоту. В Тибидохсе происходит что-то непонятное… А жизнь между тем не стоит на месте. Пипа Дурнева, у которой обнаружилась интуитивная магия, попадает в школу магии. Таня Гроттер испытывает на себе действие магии вуду и, как кошка, влюбляется в Пуппера. А команде Тибидохса по драконболу предстоит сразиться со сборной вечности, куда входят наиизвестнейшие игроки всех времен и народов, среди которых сам…отец Тани — Леопольд Гроттер и другие известные люди, жившие в разное время, ведь от исхода этого матча зависит, состоится ли матч-реванш с командой невидимок, а для этого команде Тибидохса нужно забить хоть один гол.

### Таня Гроттер и пенсне Ноя(2003)
Пробил час, когда магические артефакты приобретают огромную силу. Некто подбрасывает волшебную книгу начинающему магу Генке Бульонову и вынуждает его произнести грозное заклинание. Основная ставка делается на жезл «Похититель душ». При прикосновении к груди жезл забирает душу, оставляя невредимым тело, в которое может вселиться любой другой маг. По непонятным причинам хмыри начинают охотиться за старинным портретом Ноя, который уже многие столетия благополучно покрывается пылью на Главной Лестнице Тибидохса… А тем временем решается вопрос жизни и смерти: кого же выберет Таня? Ваньке Валялкину и Гурию Пупперу надоедает неопределенность. Только дуэль — магическая дуэль по суровым древним правилам — может поставить последнюю точку в этом затянувшемся романе. Итак, третий лишний или третий мёртвый?.. В итоге Ванька по неосторожности выпускает искру в Гурия, но, к счастью она попадает в его метлу. Все считают что Гурий погиб, и обвиняют в этом Валялкина. Ванька отправляется к лопухоидам — Дурневым, так как ему грозит Дубодам — магическая тюрьма, необычная тем, что каждый заключённый, который туда попадает, за день стареет на неделю, а за неделю стареет на год, и может там погибнуть. Ваньку туда отправляют по подозрению в убийстве Гурия. Он узнает, что Таня находится в Дубодаме и спешит туда. Но все это оказывается ловушкой, и Ванька сам оказывается в тюрьме. Таня хочет помочь Ваньке, и она с Ягуном летит в Дубодам. Ваньку надо спасать, ведь от этого зависит судьба Тибидохса. Об этом заявил на совете Сарданапал и, если Ванька вовремя не будет спасен, то академик уйдет в отставку, и тогда будет новый глава Тибидохса. Учителя летят следом за Таней, так как знают, что Ванька не убивал Гурия (его нашёл на Галере Демонов Герман Дурнев живым и здоровым). С помощью пенсне Ноя Таня узнает заклинание, которое должен произнести Бессмертник Кощеев и с его помощью освобождает Ваньку. Все возвращаются в Тибидохс вместе с Ванькой.

### Таня Гроттер и ботинки кентавра (2004)
Таня Гроттер, Ванька Валялкин, Гуня Гломов, Баб-Ягун, Гробыня Склепова и Шурасик попадают в параллельный мир. Там вся магия разделена на четыре стихии, и каждый из них, кроме Тани, имеет двойника. Таня оказывается в параллельном мире последней. На неё охотится карлик-убийца, желая заполучить её кровь в чашу. Эта кровь нужна существу Стихиарию, много лет назад заключившему сделку с Феофилом Гроттером. Феофил не выполнил условия и заточил Стихиария в параллельный мир, привязав его к ботинкам кентавра. Магией перенеся Таню и других, Стихиарий управляет Гробыней, Гуней и Шурасиком с помощью магических браслетов.
Ург, новый знакомый Тани, спасает её от смерти. В лесу они встречают фокусника Ягуни. Вместе они идут в Тыр — на родину Урга. Там Ург и Таня ссорятся, и Таня с Ягуни уходит. Чаша Стихиария остаётся у Урга. Он идёт следом за ними. Гробулию Склеппи в царстве Огня приговаривают к казни, но ей удаётся сбежать. Она встречает Урга и следует за ним. Маг Шурасино в царстве Воздуха сбегает из Борея на летающей крепости и встречает Гробулию по приказу браслета. И-Вану в царстве Воды также угрожает опасность, он скрывается с помощью кентавра Мардония. Гуннио в царстве Земли пытается надеть на Ягуни браслет, но не может. В царстве Земли встречаются Гробулия, Ург, Ягуни, Таня, И-Ван, Шурасино и Гуннио, которых сопровождает кентавр Мардоний. Но всё ли так, как думает Таня?
Вместе они идут в лес, в избушку, где находятся ботинки кентавра. Там Стихиарий управляет ими, чтобы кровь Тани оказалась в чаше. Но сможет ли Таня спастись?
Таня оказывается в кабинете академика Сарданапала, где собирался преподавательский совет. На нём присутствовали Медузия Горгонова, Зубодериха, Поклеп Поклепыч и питекантроп Тарарах. Сарданапал рассказывает о таинственном зеркале и о мире Мефодия Буслаева, заключившем сделку с Феофилом Гроттером. Оказывается, проход в параллельный мир осуществляется с помощью магического зеркала, которое связывает всех между двумя мирами, ведь Таня не зря тогда произнесла запрещенное заклинание, у неё не было другого выхода, и именно это заклинание смогло открыть проход в параллельный мир. И теперь она с Гробыней, Гуней, Ягуном, Шурасиком и Ванькой сама побывала в этом мире. К преподавательскому совету присоединяется и тренер Соловей О. Разбойник, который проверяет, цел ли контрабас Тани, чтобы подготовиться к новым матчам по драконболу.

### Таня Гроттер и колодец Посейдона (2004)
Год начался как обычно, на уроках учителя и ученики изучали теорию эйдосов. Но внезапное исчезновение преподавателей перевернуло Тибидохс с ног на голову. Многим не хватало командных рыков Поклёпа и рассеянного взгляда академика Сарданапала. Не хватало Ягге, без которой опустел магпункт. Не хватало сочного баса Тарараха и запуков великой Зуби. Также отключена зудильная связь. И лишь библиотечный джинн Абдулла избежал исчезновения. Теперь из-за колодца Посейдона старшекурсникам предстояло делать всё самим: самим преподавать, следить за младшекурсниками и готовиться к матчу-реваншу с командой невидимок, так как вместе со всеми учителями исчез и тренер Соловей О. Разбойник. И самим найти способ вернуть преподавателей. Впервые появляются три некромага — Глеб Бейбарсов, Лена Свеколт и Жанна Аббатикова.

### Таня Гроттер и локон Афродиты (2005)
Много столетий странствует по свету локон золотых волос богини любви Афродиты. Давным-давно подарила она его своему возлюбленному, и непонятно, чего больше этот артефакт принёс в мир — радости или скорби… И вот локон Афродиты загадочным образом попадает к Тане Гроттер. Этот артефакт может соединить судьбы двух людей. На один конец нужно сказать своё имя, а на другой — имя того, с кем ты хочешь провести всю оставшуюся жизнь. Но если за отведённый срок Таня не назовёт имён, то никогда в жизни не узнает любви. Таня колеблется, не зная, выбрать ли ей Ваньку или Глеба Бейбарсова, Гурия Пуппера или Урга из параллельного мира.
На выпускном Таня с Ванькой Валялкиным, а Глеб Бейбарсов предлагает ей выпить вместе с ним кровь вепря, чтобы навечно соединить их судьбы.
Команда Тибидохса по драконболу отправляется в Магфорд, чтобы вместе с невидимками и другими игроками-легионерами играть против сборной мира.
На матче Таня едва не разбивается, но её спасает Ванька. Глеб Бейбарсов узнает о локоне и угрозами пытается заставить Таню назвать его имя. У Тани остаётся совсем немного времени, чтобы выбрать.
Она узнаёт, что на один конец уже сказано имя Лизы Зализиной. У Тани в голове возникает хитрый план. Почему бы не избавиться от двух проблем сразу? Лиза надоела Ваньке, Глеб надоел Тане. И она решается на этот коварный план. В итоге она выигрывает вдвойне: устраняет конкурентку и избавляется от назойливого Глеба!

### Таня Гроттер и перстень с жемчужиной (2006)
После окончания Тибидохса прошёл год. Время всех разбросало, всё перемешало. Таня и Ягун остались в магспирантуре и живут по-прежнему в Тибидохсе. Семь-Пень-Дыр, Попугаева и Зализина с Бейбарсовым перебрались в мир к лопухоидам (Семь-Пень-Дыр и Попугаева — в Санкт-Петербург, Лиза и Глеб — в Иваново). Гробыня Склепова с Гуней обосновались на Лысой Горе и живут там в небольшой квартире. Сама Горбыня стала известной в мире магов телеведущей. Шурасик в Магфорде. Ванька забрался в лесную глушь и живёт вдали от мира, общаясь лишь с лешаками. Правда, иногда купидончики приносят Тане от него письма… У неугомонного Ягуна возникает идея устроить вечер встречи выпускников и собрать весь курс вместе. И вот приглашения разосланы, гости собрались. Но у Ваньки есть сюрприз — дракон Тангро. Казалось бы, всё почти как прежде, но не совсем… Бессмертник Кощеев хочет перевести школу с острова Буяна в Заполярье, где вечная мерзлота. Для этого он присылает в Тибидохс ревизора Зербагана, которого связывает с островом некая тайна.

### Таня Гроттер и полный Тибидохс! Фразочки, цитаты и афоризмы (2006)
Сборник цитат и афоризмов из всех книг о Тане Гроттер.

### Миры Тани Гроттер (2006)
Сборник лучших фанфиков, написанных читателями «Тани Гроттер». Этот сборник написала Анастасия Метельская. В нём сюжет развивается после окончания Тибидохса. Пипа переселяется в другую комнату, а её место занимает новая соседка — Лена Холина. В школе один за другим совершаются нападения. Вскоре выясняется, что на Тибидохс напали вампиры, которых послала Чума-дель-Торт. Тане один за другим снятся вещие сны. В Тибидохсе появляется новый ученик — Ург из параллельного мира. Он поселяется в комнате с Ягуном. Но сам Ург не может жить без Тани. Таня разрывается между Ванькой и Ургом. Сарданапал решает отправить Таню в параллельный мир, чтобы закрыть проход в него. Там Тане предстоит пройти несколько испытаний. Остальных магспирантов учителя отправляют в мир к лопухоидам, так как требуется срочный ремонт Тибидохса. Таня и Гробыня уезжают в Лондон на показ моделей. Там они обнаруживают магическую решетку и произносят заклинание, которое открывает проход в магический мир туманного альбиона. В Лондоне Таню встречает Глеб Бейбарсов.

### Таня Гроттер и проклятие некромага (2007)
Жидкое зеркало некромага Тантала… Отвратительный тёмный артефакт, который наделяет даром особого оборотничества. Жизни двух людей — твоя и того, чей облик ты примешь хотя бы раз, — с этой минуты сливаются воедино. Уколется один — кровь у обоих. Постепенно их сознание тоже начинает объединяться. Тот из двоих, кто нравственно сильнее, будет влиять на более слабого… Таня мучительно пытается понять, для чего жидкое зеркало Тантала могло понадобиться Бейбарсову? Зачем он похитил его из хранилища для особо опасных артефактов? Теперь Магщество разыскивает некромага как преступника и хочет отправить его в Дубодам. А Глеб скрывается где-то на Буяне. Вскоре Тане и её друзьям становится известно, что в темнице Чумы-дель-Торт заточен дух Тантала. Всё это очень странно. А тут ещё на носу драконбольный матч между сборной мира и сборной вечности, в составе которой выступает Тантал, одетый в форму Глеба.

### Таня Гроттер и болтливый сфинкс (2008)
Сфинксы бывают разные. Египетские, ассирийские, греческие. Но среди них только один любит заключать магические сделки. В недобрый час, когда нежить почти взяла приступом Тибидохс, именно ему в случае победы Древнир пообещал ключ от Жутких Ворот. Правда, сфинкс посулил несколько сотен лет отсрочки. И вот они миновали… Далеко не всё, что ты отдал однажды, можно взять назад.
Глеб Бейбарсов понимает: отказавшись от Тани, он поспешил. Однако теперь на пути у него стоит Ванька. Из-за зеркала Тантала сам расправиться с ним Глеб не может и потому выбирает необычную дуэль. Но от этого поединок не становится менее опасным, особенно если на бамбуковую тросточку Бейбарсова насажен обломок старой косы Аиды Плаховны… А в это время в Москве проходит свадьба Гробыни и Гуни. На свадьбу приглашены все бывшие ученики Тибидохса. Все с нетерпением ждут Ягуна и Ваньку. Но Ягун прилетает один и сообщает, что Ванька придет позже и попросил его присмотреть за Тангро. Таня, воспользовавшись этим, прямо со свадьбы летит вместе с Ванькой в Тибидохс. Там Ванька сражается с болтливым сфинксом и ради Тани отрекается от магии.

### Таня Гроттер и птица Титанов (март 2012)
Интерквел (книга отсылает читателей к приключениям, случившимся после книги «Таня Гроттер и колодец Посейдона» и перед «Таня Гроттер и локон Афродиты»). Дмитрий Емец на протяжении всей серии оставлял поклонникам загадки, которые постепенно раскрывает. Эта история рассказывает, куда делась злая колдунья Чума-дель-Торт и какую ужасную ловушку она приготовила Тане Гроттер, Сарданапалу и всему миру. На этот раз Тане и её друзьям придётся столкнуться не с волшебными существами и противостоять не просто магии и колдовству. Им предстоит сразиться с самими собой. А вернее, с двойниками из мира — зеркального отражения нашего, власть в котором захватила Чума. Там злую колдунью называют Чумья, а также мать-опекунша. Таню называют Танья, Глеба — Гулеб. Настоящая Таня и её сестра Пипа проводят остаток летних каникул в Москве у тети Нинель и дяди Германа. Но вот накануне начала учебного года пришло письмо, которое сразу доставляют в Тибидохс. И снова, как и в тот день, когда Таня впервые отправилась в Тибидохс, за Таней и Пипой прилетает Ягун. Таня должна спасти птицу титанов, иначе Стекло миров даст трещины, и тогда оба мира сольются в один. В этом ей помогает Ванька. Позже двойник Тани и Ванька едут на поезде в Архангельск, двойник Глеба в поезде замаскировался под обычного лопухоида…

## Волшебный мир
В мире «Тани Гроттер» мир магов и мир людей существуют раздельно, отделённые друг от друга.
У волшебников также есть свои СМИ — газета «Сплетни и Бредни», информационная программа «Последние Магвости», известные передачи Грызианы Припятской, Вени Вия, радиостанция «Колдуй-баба» и другие.
Большинство этих телепередач снимаются на Лысой Горе.

### Спорт

#### Драконбол
Драконбол — международный спорт всех магов. Две команды, по десять человек в каждой; воротами является дракон, в пасть которого забрасываются мячи. Мячей пять: пламягасительный (3 очка), чихательный (2 очка), перцовый (5 очков), одурительный (1 очко) и обездвиживающий (10 очков). Игра заканчивается, когда все мячи забиты или все игроки проглочены драконами; также иногда используется схема, когда на замену выбывшему игроку выходит другой со скамейки запасных.
Также присутствуют заговорённые пасы:
- Гуллис-дуллис — Цап-царапс
- Труллис-запуллис — Леос-зафинделеос
- Фигус-зацапус — Щупс-курощупс.

### Драконьи команды
- Пакта серванда сунт! - команда, усмиряющая драконов с Востока и Индии в седьмой лунный день.
- Рохаллум спиритос - команда, управляющая водными драконами.
- Феррогис фуэорит - см. выше

#### Другое
Также существует Бешеное Родео. Им тешились маги в средневековье. Специальным заклинанием оживляют, например, скамью. Затем пытаешься её укротить, поставить на место.
Ещё в волшебном мире, при управлении Чумы-дель-Торт, был тухлобол. Мячами служит тухлое мясо, которое нужно забросить в ворота противника, а воротами служат черепа с отверстием на макушке. Самое сложное, что тебе постоянно пытаются выцарапать глаза гарпии или Мёртвый Гриф.

### Правительство
Правительство в волшебном мире — Магщество Продрыглых Магций. Оно определяет магическую экономику и политику в мире, назначает даты драконбольных матчей и так далее. Известными членами Магщества являются Бессмертник Кощеев, Тиштря и Графин Калиостров, не настолько известными — полувампиры Франциск и Вацлав.
В России главными властями являются «чиновники» Лысой Горы. Русские и английские власти не общаются друг с другом. Единственные взаимные отношения, которые могут быть между ними — это война.

### История
Магию создал, собрал из мельчайших частиц великий маг по имени Древнир. В учениках у него был Сарданапал Черноморов, Теофедулий и другие неизвестные нам. Во времена Древнира была война с нежитью, и ученики всех школ после окончания шли на войну. В давние времена всех злобных бессмертных существ (из известных это Чума-дель-Торт, хаос, деревянный демон и Двуликий Кводнон) заточили в темницы за Жуткие Ворота. Единственной, кто сумел вырваться, была Чума-дель-Торт. Долгое время она пыталась выпустить хаос с помощью Талисмана Четырёх Стихий, изобретённого Леопольдом Гроттером. Талисман защитил его дочь Таню от Чумы, а саму Чуму на 10 лет сделал беспомощной. Затем с помощью нежити и союзников она вернула силы и снова попыталась открыть Жуткие Ворота, но была остановлена Титанами. Впоследствии она ещё несколько раз пыталась возродиться, но вскоре была окончательно уничтожена.

## Персонажи

### Учителя
Сарданапал — пожизненно посмертный глава Тибидохса. Не равнодушен к Медузии. Владеет перстнем Повелителя духов.
Медузия Горгонова — преподаватель по нежитеведению. Волосы при недовольстве превращаются в змей.
Поклёп Поклепыч — завуч, ведёт предмет «Защита от духов». Под действием стрелы купидона. Имеет прозвище Клёпа.
Зубодериха — обучает снятию/наложению сглаза. Не испугалась, а сглазила Безглазого Ужаса, когда тот хотел напугать её. Имеет прозвище Великая Зуби.
Безглазый Ужас — ведёт предмет «Потусторонние миры». Призрак.

### Ученики
Таня Гроттер — полное имя Татьяна Леопольдовна Гроттер. Главная героиня серии, самая известная ученица школы для трудновоспитуемых волшебников Тибидохс, дочка великих белых магов Леопольда Гроттера и Софьи. Её мать Софья Гроттер единственная за многие поколения семьи Тани светлая волшебница, «белая ворона». В роду отца, наоборот, темных магов почти не было. Таня Гроттер постоянно несётся навстречу новым, небывалым, невероятно романтичным и нередко смешным приключениям. Любит Ваньку Валялкина, летает на контрабасе. Обожает драконбол, одна из лучших игроков. В неё вечно кто-нибудь да влюблён. Милая, отзывчивая, добрая, спасает мир. Долгое время не могла выбрать между тремя парнями. В книге «Мефодий Буслаев. Ошибка грифона» говорится, что она родила двоих сыновей.
Ванька Валялкин — одноклассник, лучший друг Ягуна и возлюбленный Тани Гроттер. Летает на стареньком пылесосе, любит различных магических животных. Ветеринарный маг. Любитель поесть (но в основном ест котлеты и солёные огурцы, так как его кусок скатерти-самобранки ничего другого не готовит), в детстве всегда ходил в длинной жёлтой майке, подаренной ему отцом (за что и получил прозвище «маечник»). В Тибидохс попал за то, что съел все продукты в супермаркете и дубинки у охранников. Имеет врождённый иммунитет к любовной магии и приворотным зельям. В конце отказывается от дара, женится на Тане и уезжает вместе с ней в сибирскую тайгу.
Баб-Ягун — одноклассник Тани Гроттер, внучок бабушки Ягге, обладательницы Избушки на курьих ножках. Из тех людей, кого называют «душой компании», играющий комментатор в драконболе, летает на самых новых и мощных пылесосах (при этом, когда они ломаются, хочет тут же их починить или модернизировать, но часто доламывает). Влюблён в Катю Лоткову. В эпилоге женился на Кате, которая впоследствии родила дочь Софью.
Катя Лоткова — возлюбленная Ягуна. Первая красавица Тибидохса. Любит Ягуна, несмотря на мелкие шалости своего «большого ребёнка». Играет в драконбол в защите. Драконы её просто обожают, да и не только драконы… В мире лопухоидов в Катю влюблялись все без исключения мальчики, пока, наконец, весь её дом, как и асфальт рядом с ним, не стал исписан краской с признаниями, а на каждой ступеньке не стояло бы по поклоннику. Все бы ничего, но Катя жила в 9-этажном доме. Тогда стало ясно, что без магии тут не обходится, и Катю забрали в Тибидохс. В итоге стала известной среди волшебников супермоделью и актрисой, вышла за Ягуна замуж и родила ему дочь Софью — будущую Мисс Магвселенная.
Гурий Пуппер — один из лучших игроков в драконбол, англичанин, безумно и безответно любит Таню. Присылает «поездами» огромное количество букетиков с цветами (хоть свой цветочный магазин открывай). Летает на метле, в драконбол играет за команду Невидимок. По настоянию тетушек встречается с Джейн Петушкофф (Жанной (Евгенией, как назвала её Гробыня) Петушковой (Жанной она представилась Тане)). В «Мефодий Буслаев. Ошибка грифона» говорится, что он холост.
Глеб Бейбарсов — ученик ведьмы, некромаг. Безответно любит Таню. Летает в ступе. Беспощаден к своим соперникам (под соперниками обычно подразумевались все лица мужского пола, общающиеся с Таней Гроттер). Потом (из-за локона Афродиты) жил с Лизой Зализиной. В конце истории теряет дар некромагии и становится обычным лопухоидом.
Лена Свеколт — ученица ведьмы, некромаг. Скуластая, с высоким лбом и косами разных цветов. Очень умная. Встречается с Шурасиком, в котором нашла родственную душу.
Жанна Аббатикова — ученица ведьмы, некромаг. Когда волнуется, пропускает согласные. Влюблена в Глеба, хотя упорно утверждает обратное.
Пипа (Пенелопа) Дурнева — дочка Дурневых, дальняя родственница Тани, которая росла вместе с ней. Пипа, как нежно звали её родители, унаследовала от мамы сдвинутые бровки и фигурку чемоданчиком, а от папы глазки в кучку, оттопыривающиеся уши и редкие белёсые волосы. Разумеется, Дурневы души в ней не чаяли, считали свою Пипу первой красавицей в мире и очень избаловали девочку. С незапамятных времен обладает интуитивной магией, поэтому попала в Тибидохс, после чего у неё стали постепенно налаживаться отношения с Таней. А с магией она просто неконтролируемый поток истерики (в основном из-за своего внешнего вида (в частности из-за веса)). В детстве была влюблена в ГП (Гурия Пуппера). Но, повзрослев, выбрала Генку Бульонова.
Гена Бульонов — бывший одноклассник Тани. Встречается с Пипой. Крайне высок, имеет очень хорошее сложение, отчего может использоваться как носильщик.
Лиза Зализина — ученица Тибидохса. Истеричка. Безответно любит Ваньку Валялкина. Ненавидит Таню Гроттер. Не боится огня. В лопухоидном мире ухитрилась не сгореть в жутком пожаре, который, кстати, сама же и устроила. Из-за локона Афродиты влюбилась в Глеба Бейбарсова и жила с ним в Иваново. Но, увы, смогла довести даже хладнокровного некромага. В настоящее время одинока.
Гробыня Склепова (настоящее имя — Анна) — соседка Тани по комнате. Волосы у неё фиолетовые, а глаза разного размера и разного цвета. Правый узкий, хитрый, косого монгольского разреза, явно склонный к сглазу, а левый большой, синий, с длинными, наивно хлопавшими ресницами. В зависимости от того, с какого боку смотреть, её можно принять и за очевидную пройдоху, и за дурочку-простушку. В Тибидохс попала за то, что таскала часы и бумажники в метро посредством телекинеза. В кого только Аня-Гробыня не была влюблена, но замуж вышла за Гуню Гломова. После окончания Тибидохса живёт с ним на Лысой горе. Известная в мире магов телеведущая.
Гуня Гломов (настоящее имя — Сергей) — ученик Тибидохса, возлюбленный Гробыни Склеповой. Тибидохский силач. Также известно, что Гуня провёл 3 года в первом классе. Окончил школу только благодаря Гробыне. Он простоват и глуповат, привык решать проблемы с помощью силы, но после учёбы стал более понятлив и терпелив.
Шурасик (настоящее имя — Александр) — лучший ученик Тибидохса. В первой книге был помощником Чумы-дель-Торт. В будущем повстречал девушку-некромага Лену Свеколт, причём такую же умную, как и он. Не любит, когда его называют именем «Шурочка». В мире лопухоидов был отличником, но, когда ему в первый раз ни за что поставили двойку, то дневник загорелся, а у учительницы на голове выросли грибы. Так Шурасик и оказался в Тибидохсе.
Жора Жикин — первый красавчик Тибидохса. В Жикина влюблены почти все девочки с первого по третий курс. Но, становясь старше, они переболевают Жорой, как ветрянкой. В детстве ухитрился одной лишь силой желания переместиться в прямой эфир популярного телешоу, откуда его и забрали в Тибидохс. Летает на швабре с пропеллером.
Демьян Горьянов — от его взгляда прокисает всё подряд. Терпеть не может Баб-Ягуна (впрочем, это взаимно). Повзрослев, закрутил бурный роман с Кэрилин Курло, от которого передохли все лягушки в Тибидохском рву.
Семь-Пень-Дыр (настоящее имя — Семён Пеньедыр) — глава общемировой жадности. Попал в Тибидохс после того, как решил все задания городской контрольной по математике за шесть с половиной минут, после чего от скуки превратил свою учительницу в выдру. Постоянно занят ростовщическими операциями. После учёбы становится похож на олигарха.
Рита Шито-Крыто — никто никогда не знает, что она сделает в следующую минуту. Самый непредсказуемый игрок сборной Тибидохса. Летает на гитаре с прицепом модели «Тузик-реактив». Красива, насмешлива и хитра. Обожает живность вроде змей и скорпионов, а также зельеварение.
Юра Идиотсюдов — чрезвычайно вспыльчив. Попал в Тибидохс после того, как сто семнадцать раз в течение недели подрался со всем классом из-за того, что слишком рьяно проверял у всех сменную обувь, о чём его не просили даже учителя. Обладает даром регенерации. Царапины и ссадины заживают на нём за считанные минуты. Капитан команды Тибидохса по драконболу. Не упоминается в последних книгах.
Дуся Пупсикова — ужасная сладкоежка. В Тибидохс попала, когда случайно превратила свою подружку в пряник. Лучшая подруга Попугаевой. Вместе с нею является лидером школьных сплетников.
Верка Попугаева — сверхлюбопытная особа, нос которой сохраняет явный отпечаток двери. Произошло это ещё в человеческом мире, когда она шпионила за старшей сестрой, целующейся с мальчиком. Именно тогда у Верки и проявилась способность видеть сквозь предметы.

### Преподаватели
Сарданапал Черноморов — академик Белой магии. Пожизненно-посмертный глава магической школы Тибидохс, лауреат премии Волшебных Подтяжек. Ученик Древнира. Величайший маг современности и просто очень хороший человек. Склонен к философии, возможно влюблён в Медузию.
Медузия Зевсовна Горгонова — преподаватель Тибидохса, давний заместитель Сарданапала, доцент кафедры нежитеведения. Опасная штучка. Лучше её не злить, потому что стать каменной статуей не очень приятно и вообще вредно для здоровья. Именно она — главная героиня известного мифа о Персее. Медузия возможно влюблена в Сарданапала. Когда её имя произносят в сплетнях или без нужды, или, того хуже, перековеркивают, может разразиться гроза.
Зубодериха (Великая Зуби, настоящее имя — Юлия) — преподаватель снятия и наложения сглаза. Внешне она — миловидная дама в очках и с челкой на глазах, как у пони. Обожает средневековую литературу и своего супруга Готфрида. Рассеянна, но мудра; любит сглаживать прогульщиков. Подруга Медузии. Также ненавидит свое прежнее имя
Готфрид Бульонский — муж Зубодерихи, бывший Спящий Красавец. Отлавливает разную нежить в подземельях Тибидохса. Является связующим звеном между учителями и учениками.
Тарарах — питекантроп. Преподаватель ветеринарной магии. Стал бессмертным после того, как съел кусок мяса с хвоста белого дракона. Остальным питекантропам, обедавшим тогда вместе с ним, повезло меньше — они умерли. После долгих скитаний был приглашен академиком Черноморовым в школу для трудновоспитуемых волшебников Тибидохс в качестве преподавателя ветеринарной магии, где и остался навсегда. Любимый ученик у него Ванька.
Поклеп Поклепыч — завуч Тибидохса. Маг-универсал. Обладатель пронзительных глазок-буравчиков, скверного характера и навязчивой идеи всех зомбировать. Любит русалку Милюлю.
Зигмунд Клопп — глава тёмного отделения Тибидохса. Преподаватель практической магии и зельеварения. Говорит со стереотипным немецким акцентом. Откусив слишком много от молодильного яблока, очень сильно помолодел и стал малюткой Клоппиком. Теперь медленно растёт. Обожает пакостить и придумывать новые заклинания. В незапамятные времена он был любимым учеником Тарараха.
Ягге — бабушка Баб-Ягуна, древняя богиня. Заправляет в магпункте. И хотя Ягге старушка добродушная, тот, кто назовёт её Ягой, имеет все шансы получить костяную ногу в комплект к пустой голове. В «Ботинках кентавра» Феофил намекает, что в 5 году н. э. у неё был роман с Бессмертником Кощеевым. У неё имеется избушка на курьих ножках по кличке Сашка-Неряшка, которую у неё украли до событий книг, но в итоге она её находит. В этом ей помогает её внук Ягун.
Соловей О. Разбойник — тренер тибидохской команды по драконболу. В молодости имел проблемы с законом, разбойничал. Подозревался в причастности к серии грабежей. Третий дар по магическому свисту (в «Таня Гроттер и трон Древнира» упоминается, что научился ему не сам, а благодаря Лукерье-в-голове-перья). Способен расколоть свистом плиту брони толщиной 7 см и ствол дерева до 3 м в обхвате. В ожесточенном бою ранен в глаз и схвачен Ильёй Муромцем. Симулировал физическую смерть на дворе князя Владимира: успел стать невидимым и сотворить вместо себя дубль. По приказу князя Муромец отрубил голову дублю. Уцелевший Соловей Одихмантьевич Разбойник скрылся и долго залечивал раны. Вновь схвачен. Приговорен к заключению в Дубодаме, но взят на поруки Сарданапалом. Таня его любимица и относится он к ней, как к дочке.

### Телеведущие
Веня Вий — специальный корреспондент «Последних магвостей», ведущий некоторых программ, снимавшихся на Лысой Горе. Присутствует также в книгах о Мефодии Буслаеве. Ненавидит Грызиану Припятскую и её программу.
Грызиана Припятская — ведущая информационной передачи «Последние магвости». Также работает на станции «Колдуйбаба». Знаменита на весь мир, в том числе своими громкими свадьбами или разводами. Имеет невысокий рост и бельмо на глазу. Дружит с Гробыней. Очень язвительная ведьма.
Гробыня Склепова — вместе с Грызианой Припятской ведёт «Встречи со знаменитыми покойниками». Начинающая телеведущая.

### Драконы
Гоярын — старый дракон Тибидохса, участвовавший во всех играх команды Тибидохса (прим. «описание в книгах») кроме игры в книге Проклятье некромага. Вместо него в качестве ворот была привлекательная дракониха Рада.
Ртутный, Пепельный, Искристый, Огнеметный, Дымный — сыновья Гоярына.
Ишак-ибн-Шайтан — дракон команды джиннов.
Плевуга — дракон команды гандхарв.
Змиулан — первый дракон сборной вечности.
Пифон — дракон команды муз.
Герардион — второй дракон сборной вечности.
Снежный дракон — дракон полярных духов.
Агриппа Эйлах Флюс — трёхглавый дракон сборной мира.
Тефтелет — дракон бабаев.
Рада — скальный дракон. Когда-то жила в Тибидохсе, вместе с Гоярыном и другими взрослыми драконами. Во время последней битвы против Чумы-дель-Торт была ранена ядовитой стрелой в крыло, поэтому Соловей и Медузия отвезли её на остров, где она впала в спячку на 300 лет, пока её не разбудили Тарарах, Соловей, Таня, Ягун и Ванька для матча по драконболу (сборная вечности против сборной мира).
Кенг Кинг — дракон команды невидимок.
Тангро — пелопоннесский малый дракон, обнаруженный Ванькой после снегопада и выхоженный после долгой спячки, стал другом Ваньки, очень энергичный и резвый. Хоть он и маленький, но на самом деле ему полторы тысячи лет. Драконы этого вида были отличные пловцы и любители на все блестящее. Впоследствии почти полностью истреблены (исключение — Тангро), их находили превращенными в камень и разбитыми. Оказалось, это делал Зербаган и его повелитель Лигул, глава Канцелярии мрака, чтобы отыскать похищенную жемчужину.
Лефиафан - водный дракон из параллельного мира, из Царства Воды (встречается в книге «Таня Гроттер и ботинки кентавра»).

### Привидения
Поручик Ржевский — друг Тани. В спине у него 12 ножей и один кинжал. Иногда он берет другие холодные и горячие оружия. Любит рассказывать анекдоты и просить новичков поправить свои кинжалы. Женат на Недолеченной Даме. Несмотря на внешнюю легкомысленность и браваду, он может быть понимающим и даже мудрым. Обожает шутить над первокурсниками. Все время рассказывает новые причины своей смерти.
Недолеченная Дама — подруга Тани. Любит всем жаловаться на свои болезни и рассказывать о том, как хирург забыл у неё в животе очки при операции. Замужем за поручиком Ржевским. Очень романтична и экзальтированна, отличается дотошностью. Называет своего супруга Вольдемаром.
Синий Дядя. Мертвяк-привидение, которое иногда садится в ивалидную коляску. « Его можно прогнать, конечно, но тогда будет стоять жуткая вонь», — как сказал Ягун.
Безглазый Ужас (настоящее имя – Генрих) — старое привидение. Жил в Средневековье, пока его замок не захватили враги, жутко изувечив и заживо замуровав в стену его самого. До смерти звался Генрихом и имел невесту — баронессу Адель Крампф, очень толстую и сильную. Реинкарнацию возлюбленной Ужас увидел в тете Нинель и влюбился в неё заново.
Инвалидная Коляска- скрипит и катается по всему Тибидохсу.
Сумасшедший Дедушка — старое привидение. По непроверенным сведениям, один из немногих, знавших тайный ход на Исчезающий Этаж. За это был убит Королём привидений.
Король привидений — живёт на Исчезающем Этаже, может убивать и рождать привидений. Он хотел вернуть Чуму-дель-Торт, но ему помешала Таня. Он появляется только в новогоднюю ночь, когда собирается забрать новое привидение. В книге «Таня Гроттер и Исчезающий этаж» Таня отпугнула его заклинанием «Караваждис феоксирис». Пророчествует.
Безумный Математик - его съел король привидений.

### Другие персонажи
Магфордцы
- Бессмертник Кощеев — глава Магщества Продрыглых Магций. Люто ненавидит Сарданапала и школу Тибидохс (возможно, ревнует Медузию, к которой испытывает нечто вроде любви). Один из судей драконбольных матчей, всё время играет против команды Тибидохса, подсуживая её соперникам. В хороших отношениях с тётей Гурия Пуппера — Настурцией. Также Б. К. — один из самых богатых магов в мире, носит доспехи от Пако Гробано.
- Графин Калиостров — председатель спортивного комитета Магщества. Судья драконбольных матчей, как и его коллеги, часто засуживает Тибидохс.
- Тиштря — судья драконбольных матчей, член спорткомитета Магщества. Часто засуживает Тибидохс. Имеет несколько жён. Старшая из них — злая ведьма, с которой он никак не может развестись.
- Гурий Пуппер — один из самых примечательных персонажей в книгах, является намёком на Гарри Поттера из серии одноимённых романов. Гурий — игрок мирового класса по драконболу и член команды невидимок. Любит Таню давно и безответно. Несмотря на козни своего окружения, он добр, умён и честен, хотя и застенчив.[3]
- Джейн Петушкофф — невеста Гурия Пуппера.
- Тетя Настурция — тётя Гурия Пуппера. Зловредное создание, которая не раз делала Тане всевозможные пакости и даже пыталась её убить. В последних книгах вместе с самой доброй тётей, которую боятся даже вампиры, нашла Гуррию Пупперу невесту — англичанку с русскими корнями Джейн Петушкофф.
- Самая добрая тётя — вторая тётя Гурия Пуппера, обладает загадочным именем, которое ни один англичанин не решается произнести, объясняя это сильными магическими свойствами, от которых «расплавятся Жуткие Ворота». По слухам, вынуждена носить днём и ночью зеркальные очки, поскольку взглядом убивает василисков.
- Магвокат Хадсон — магвокат Гурия Пуппера, постоянно заискивает перед тетями и мешает Гурию строить личную жизнь. Имеет вставную челюсть и сильно шепелявит.
- Прун — друг и гуррехранитель знаменитого Гурия Пуппера. Дружит с Гореанной; возможно, даже состоит с ней в романтических отношениях.
- Фудзий — преподаватель магических сущностей из Магфорда.
- Гореанна — подруга и гуррехранительница Гурия Пуппера. Ярая феминистка. Дружит с Пруном; возможно, даже состоит с ним в романтических отношениях.

Вампиры
- Герман Дурнев — отец Пипы и дядя Тани Гроттер. Унаследовал титул Повелителя вампиров. Он ни разу не пил кровь, имеет аллергию даже на томатный сок. Без ума от своей жены и дочери. Очень тощий, с зеленоватым лицом, что делает его похожим на вампира. Отличается практичностью, имеет злобный и скверный характер, однако после нескольких лет учёбы Тани в Тибидоксе и поступления туда Пипы сделался заметно сноснее. Приютив у себя дома Халявия, дядя Герман стал страшно богатым человеком.
- Малюта Скуратофф — верховный судья Трансильвании, хранитель реликвий графа Дракулы.
- Бум — огромный телохранитель Малюты Скуратоффа.
- Вацлав и Франциск — полувампиры, подосланные Магществом для поисков Глеба Бейбарсова.

Чума-дель-Торт (Та-Кого-Нет) — самый главный враг Тани. Убила её родителей. Появлялась во многих книгах. Жуткого вида старуха со смехом, похожим на скрежет наждачной бумаги. Чума — единственная, кто сумел составить из нежити организованную армию. Все маги боятся её до ужаса. В молодости походила на Таню как две капли воды, отчего и хотела заполучить её тело.

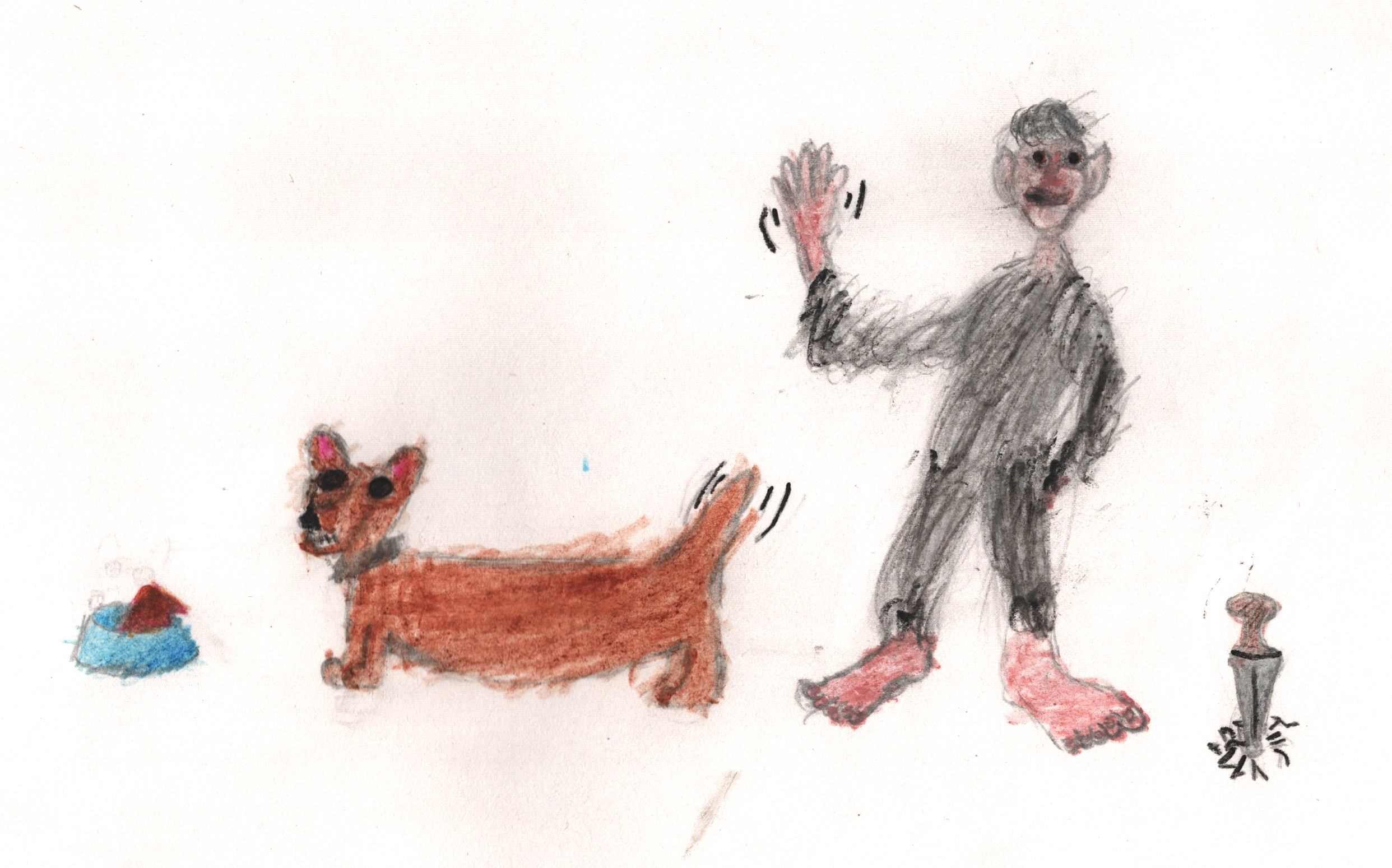
Халявий, его кинжал и такса Полтора километра с миской мяса. Художник К. Крижановская, 2023.

Халявий — оборотень, дальний родственник Германа Дурнева. Страдает от «полуденного беса»; в одном из своих перевоплощений может превращать всё в золото.
Ург — парень из параллельного мира, влюблён в Таню. Родился в посёлке Тыр, родине всех воров.
Зербаган — ревизор, тайный слуга Лигула, главы Канцелярии мрака.
Танья Грутти- двойник Тани Гроттер из мира, где царит Чума-дель-Торт. В первый и последний раз появляется в «Тане Гроттер и птице титанов». Непоследовательно ненавидит Глеба Бейбарсова, он же Гулеб Буй-Борс.

## Издания
Эксклюзивными правами на издание «Тани Гроттер» на русском языке владеет издательство Эксмо. На данный момент серия выдержала семь восемь переизданий:
- В 2005 году «Таня Гроттер» была впервые издана с иллюстрациями. Поскольку на тот момент вышло только 10 книг, то это издание было выпущено в виде пятитомника — по две книги в каждом томе.
- Вышедшая весной 2008 года книга «Таня Гроттер и болтливый сфинкс» была выпущена в новой обложке, после чего предыдущие тринадцать книг были переизданы в этом дизайне.
- Параллельно с выходом весной 2012 года «Таня Гроттер и птица Титанов» вся серия (не в хронологическом порядке) была заново переиздана в обложках, близких к дизайну оригинального издания.
- В сентябре 2015 серия начала переиздаваться в новых обложках и с небольшой редактурой текста. Новые обложки для переиздания рисовала латышская художница Ева Елфимова.
- С 2022 по 2024 года, по случаю 20-летнего юбилея, было выпущено новое издание серии с обложками Инны Гюнтер.

### Зарубежные издания
У книг о Тане Гроттер возникли проблемы с распространением за рубежом. Цикл неоднократно обвинялся в плагиате из серии «Гарри Поттер» английской писательницы Джоан Роулинг. Публикация «Тани Гроттер» запрещена в ряде европейских стран. При попытке публикации первого тома серии в Голландии издательством «Byblos» Дмитрий Емец был обвинён в плагиате адвокатами Роулинг и проиграл дело. Тем не менее голландский перевод «Tanja Grotter en de magische contrabas» был издан в Бельгии фламандским издательством «Roularta Books» тиражом в 1000 экземпляров в 2003 году. Роулинг тогда не подала иск, и тираж был быстро распродан. Однако Емец сказал, что книги о Тане Гроттер — сугубо русские и вряд ли бы они, по его мнению, могли иметь за рубежом такой же успех, какой они имели в России. Тем не менее на его официальном сайте выложен английский перевод первых четырёх книг, сделанный Джейн Бакингем.

## Сходства с серией «Гарри Поттер»
В очень многих отношениях книги о Тане Гроттер являются подражанием книгам о Гарри Поттере. Голландский суд заметил следующие сходства между ними:
| Гарри Поттер | Таня Гроттер |
| --- | --- |
| Родителей Гарри убил злой волшебник Волан-де-Морт.                                                                        | Родители Тани убиты злой ведьмой Чумой-дель-Торт.                                                                   |
| Он выжил, когда был младенцем, и злой волшебник исчез, а родители Гарри погибли.                                          | Она выжила, когда была крохой, и злая ведьма исчезла, но отец и мать Тани погибли.                                  |
| У него есть странный шрам на лбу.                                                                                         | У неё есть странная родинка на носу (исчезает в конце первой книги).                                                |
| Его оставили у двери его родственников Дурслей.                                                                           | Её оставили у двери её родственников Дурневых.                                                                      |
| Они плохо к нему относились, но любили своего сына Дадли (Диди).                                                          | Они плохо к ней относились, но любили свою дочь Пенелопу (Пипу).                                                    |
| Когда ему было 11 лет, он ничего не знал о своих способностях, его пригласили в Хогвартс, школу чародейства и волшебства. | Когда ей было 10 лет, она ничего не знала о своих способностях, её пригласили в Тибидохс, школу магии и волшебства. |
| У Гарри два лучших друга — Рон Уизли и Гермиона Грейнджер.                                                                | У Тани два лучших друга — Баб Ягун и Ванька Валялкин, в которого она влюблена.                                      |
| Он становится отличным игроком в квиддич, летая на метле.                                                                 | Она становится отличным игроком в драконбол, летая на контрабасе.                                                   |
| Волан-де-Морт ищет философский камень, спрятанный в Хогвартсе.                                                            | Чума-дель-Торт ищет Талисман Четырёх Стихий, спрятанный где-то в Тибидохсе.                                         |
| Действие происходит в подземелье.                                                                                         | Действие происходит в школьном подвале.                                                                             |
| Гарри и его друзья сражаются с Волан-де-Мортом.                                                                           | Таня сражается с Чумой-дель-Торт.                                                                                   |
| Они побеждают, но камень уничтожен.                                                                                       | Она побеждает, но талисман уничтожен.                                                                               |
| Учителя поставили задачи, дабы туда никто не прошёл.                                                                      | Учителя поставили магические преграды, дабы туда никто не прошёл.                                                   |

Однако данные замечания относятся только к завязке сюжета и самой первой книге серии, а в дальнейшем Дмитрий Емец стал развивать историю уже в своем собственном направлении.

## Адаптации

### Компьютерные игры
Компания Акелла, совместно с Creative Studio создали игры по мотивам первых двух книг о Тане Гроттер: Таня Гроттер и магический контрабас и Таня Гроттер и исчезающий этаж. По жанру игры представляют собой квесты в стиле point-and-click, а графика в них оформлена по технологии cell-shading.

### Экранизации
Поскольку на законодательном уровне вселенная Тани Гроттер признана плагиатом с Гарри Поттера, официальная экранизация невозможна из соображений авторских прав.
В соцсети ВКонтакте существует сообщество энтузиастов, пытающихся создать компьютерный мультфильм по книгам. Его разработка протекает медленно, поэтому дата релиза остается неопределённой.